# Oak Grove (Illinois)
Oak Grove és una població dels Estats Units a l'estat d'Illinois. Segons el cens del 2000 tenia 1.318 habitants.

## Demografia
Segons el cens del 2000, Oak Grove tenia 1.318 habitants, 109 habitatges, i 61 famílies. La densitat de població era de 807,8 habitants/km².
Dels 109 habitatges en un 23,9% hi vivien nens de menys de 18 anys, en un 33% hi vivien parelles casades, en un 13,8% dones solteres, i en un 44% no eren unitats familiars. En el 35,8% dels habitatges hi vivien persones soles el 4,6% de les quals corresponia a persones de 65 anys o més que vivien soles. El nombre mitjà de persones vivint en cada habitatge era de 2,02 i el nombre mitjà de persones que vivien en cada família era de 2,49.
Per edats la població es repartia de la següent manera: un 3,2% tenia menys de 18 anys, un 17,7% entre 18 i 24, un 62,8% entre 25 i 44, un 14,3% de 45 a 60 i un 2% 65 anys o més.
L'edat mediana era de 34 anys. Per cada 100 dones de 18 o més anys hi havia 1,437,3 homes.
La renda mediana per habitatge era de 30.833 $ i la renda mediana per família de 36.667 $. Els homes tenien una renda mediana de 12.259 $ mentre que les dones 15.000 $. La renda per capita de la població era de 15.045 $. Aproximadament el 10,6% de les famílies i el 13,3% de la població estaven per davall del llindar de pobresa.

## Poblacions properes
El següent diagrama mostra les poblacions més properes.